# John Wrottesley (2e baron Wrottesley)
John Wrottesley (5 août 1798 - 27 octobre 1867) est un astronome anglais,. 

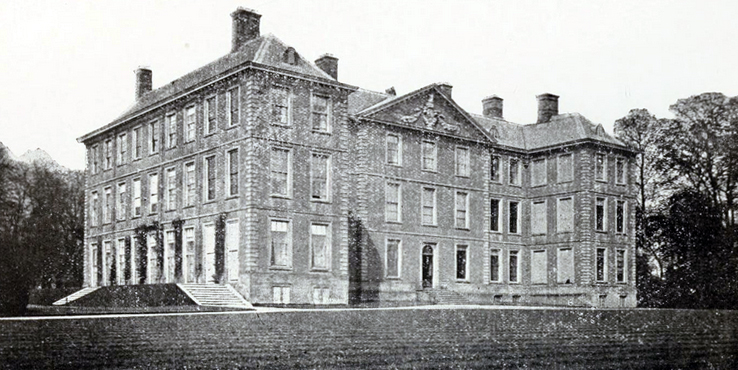
Wrottesley Hall, le siège de la famille